# غاريت هارتلي
غاريت هارتلي (بالإنجليزية: Garrett Hartley)‏ هو لاعب كرة قدم أمريكية أمريكي، ولد في 16 مايو 1986 في كيلر في الولايات المتحدة.

## وصلات خارجية
- غاريت هارتلي على موقع مرجع كرة القدم المحترفة.كوم (الإنجليزية)